# Puchar Europy w narciarstwie alpejskim 2010/2011
Sezon 2010/2011 Pucharu Europy w narciarstwie alpejskim rozpoczął się rywalizacją mężczyzn 9 listopada w Reiteralm, zaś kobiece zawody rozpoczęły się 3 grudnia 2010 roku w norweskim Kvitfjell. Ostatnie zawody z tego cyklu zostały rozegrane wspólnie między 11 a 18 marca 2011 roku w hiszpańskiej miejscowości Formigal. Rozegranych zostało 33 konkurencji dla kobiet i 32 konkurencji dla mężczyzn. 

## Puchar Europy w narciarstwie alpejskim kobiet
Wśród kobiet Pucharu Europy z sezonu 2009/10 broniła Niemka Lena Dürr. W tym sezonie najlepsza okazała się Austriaczka Jessica Depauli.
W poszczególnych klasyfikacjach tryumfowały:
- zjazd  Stefanie Moser
- slalom  Fanny Chmelar
- gigant  Lisa Magdalena Agerer
- supergigant  Jessica Depauli
- superkombinacja  Jessica Depauli

## Puchar Europy w narciarstwie alpejskim mężczyzn
Wśród mężczyzn Pucharu Europy z sezonu 2009/10 bronił Szwajcar Christian Spescha. W tym sezonie najlepszy okazał się Francuz Alexis Pinturault.
W poszczególnych klasyfikacjach tryumfowali:
- zjazd  Manuel Kramer
- slalom  Nolan Kasper
- gigant  Alexis Pinturault
- supergigant  Matthias Mayer
- superkombinacja  Bernhard Graf